# Josef Epp
Hans Josef Epp (ur. 1 marca 1920, zm. 28 lutego 1989) – piłkarz austriacki grający na pozycji napastnika. W swojej karierze rozegrał 8 meczów i zdobył 5 bramek w reprezentacji Austrii.

## Kariera klubowa
Swoją karierę piłkarską Epp rozpoczął w klubie Wiener SC. W 1937 roku awansował do kadry pierwszego zespołu. W sezonie 1937/1938 zadebiutował w nim w austriackiej lidze. W debiutanckim sezonie wywalczył wicemistrzostwo Austrii. W Wiener SC występował do końca 1950 roku.
W 1951 roku Epp przeszedł do LASK Linz. Spędził w nim rok. Na początku 1952 roku Epp został piłkarzem First Vienna. W 1953 roku odszedł do szwajcarskiego Servette FC. W 1955 roku zakończył swoją karierę.
| Sezon   | Klub         | Kraj       | Rozgrywki      | Mecze | Bramki |
| ------- | ------------ | ---------- | -------------- | ----- | ------ |
| 1937/38 | Wiener SC    | Austria    | Erste Liga     | ?     | ?      |
| 1938/39 | Wiener SC    | Austria    | Erste Liga     | ?     | ?      |
| 1939/40 | Wiener SC    | Austria    | Bundesliga     | ?     | ?      |
| 1940/41 | Wiener SC    | Austria    | Bundesliga     | ?     | ?      |
| 1941/42 | Wiener SC    | Austria    | Bundesliga     | ?     | ?      |
| 1942/43 | Wiener SC    | Austria    | Bundesliga     | ?     | ?      |
| 1943/44 | Wiener SC    | Austria    | Bundesliga     | ?     | ?      |
| 1944/45 | Wiener SC    | Austria    | Bundesliga     | ?     | ?      |
| 1945/46 | Wiener SC    | Austria    | Bundesliga     | 7     | 12     |
| 1946/47 | Wiener SC    | Austria    | Bundesliga     | 20    | 14     |
| 1947/48 | Wiener SC    | Austria    | Bundesliga     | 17    | 11     |
| 1948/49 | Wiener SC    | Austria    | Bundesliga     | 18    | 18     |
| 1949/50 | Wiener SC    | Austria    | Bundesliga     | 17    | 11     |
| 1950/51 | Wiener SC    | Austria    | Bundesliga     | 12    | 14     |
| 1950/51 | LASK Linz    | Austria    | Bundesliga     | 12    | 1      |
| 1951/52 | LASK Linz    | Austria    | Bundesliga     | 13    | 6      |
| 1951/52 | First Vienna | Austria    | Bundesliga     | 12    | 9      |
| 1952/53 | First Vienna | Austria    | Bundesliga     | 22    | 24     |
| 1953/54 | Servette FC  | Szwajcaria | Nationalliga A | ?     | ?      |
| 1954/55 | Servette FC  | Szwajcaria | Nationalliga A | ?     | ?      |

## Kariera reprezentacyjna
W reprezentacji Austrii Epp zadebiutował 14 kwietnia 1946 roku w wygranym 3:2 towarzyskim meczu z Węgrami, rozegranym w Wiedniu. W 1948 roku był w kadrze Austrii na Igrzyskach Olimpijskich w Londynie. Od 1946 do 1948 roku rozegrał w reprezentacji 8 meczów i strzelił w nich 5 goli.